# Parau Sorat Sitabo Tabo
Parau Sorat Sitabo Tabo is een bestuurslaag in het regentschap Tapanuli Selatan van de provincie Noord-Sumatra, Indonesië. Parau Sorat Sitabo Tabo telt 962 inwoners (volkstelling 2010).